# مركز غوانزو سي تي إف المالي
مركز غوانزو تشو تاي فوك المالي (يُدعى أيضًا البرج الشرقي) هو عبارة عن ناطحة سحاب متعددة الاستخدامات بطول 530 متر في مدينة غوانزو عاصمة مقاطعة غوانغدونغ، اكتمل بناؤها في شهر أكتوبر عام 2016. هي أطول مبنى مكتمل في غوانزو، وثالث أطول مبنى في الصين، وثامن أطول مبنى في العالم. يملك مركز غوانزو سي تي إف المالي ما مجموعه 111 طابق فوق الأرض وخمسة طوابق تحت الأرض ويضم مركز تجاري ومكاتب وشقق سكنية وفندق. تمتلك ناطحة السحاب مساحة طابقية إجمالية بنحو 507,681 متر مربع، ما يزيد قليلًا عن 20% منها ليس جزءًا من ناطحة السحاب بذاتها، لكن من البوديوم المتصل بها.
يتوضع مركز غوانزو سي تي إف المالي على رقعة بمساحة 27,000 متر مربع بجانب طريق زوجيانغ الشرقي في مدينة زوجيانغ الجديدة، وتدعى منطقة أعمال غوانزو المركزية. في تلك المنطقة، تتوضع ناطحة السحاب شرق المحور المركزي مع مركز تجاري تحت الأرض بالإضافة إلى صِلات مع النقل العام تحتها. المركز هو جزء من برجَي غوانزو التوأم. يتوضع البرج الآخر منهما، وهو مركز غوانزو المالي العالمي بطول 439 متر، على الطرف الآخر من المحور وهو معروف باسم «البرج الغربي». ولذلك يُعرف مركز غوانزو سي تي إف المالي باسم «البرج الشرقي». يملك كِلا البرجين نفس الارتفاع والحجم والوظيفة ويتوضعان قرب برج كانتون الذي يبلغ ارتفاعه 604 متر.
المركز مملوك من قِبل شركات تشو تاي فوك، ويضم أسرع مصاعد العالم، يمكنها أن تصل إلى سرعة 21 متر بالثانية.

## التصميم المعماري
يتألف المركز من ناطحة سحاب وبوديوم مؤلف من ثمانية طوابق، متصل مع ناطحة السحاب. يُبرز البوديوم فسحة سماوية في قلب المبنى (الأتريوم) بارتفاع 30 متر مع سقف زجاجي. ناطحة السحاب مدعمة بنواة مربعة بمحيط 32 متر وثمانية أعمدة خرسانية محيطية ضخمة. الأعمدة مربوطة مع بعضها بنظام تربيط يعتمد على أذرع امتداد وجوائز شبكية حزامية، يتوضع في طوابق الميكانيك والملاجئ فقط. تمتلك ناطحة السحاب أربع مستويات من أذرع الامتداد الفولاذية وست مجموعات من الجوائز الشبكية الحزامية مزدوجة الطبقة. توجد أعمدة أصغر بين الأعمدة الضخمة. يبلغ طول الأعمدة الضخمة 5 متر وعرضها 3.5 متر. صُممت بسماكة أكبر من المعتاد لتلائم الكود الصيني للزلازل وتُدعم هذه الأعمدة بأساسات مفردة وأساس حصيرة. تستند الأساسات على قاعدة صخرية مرتفعة نسبيًا.
واجهة ناطحة السحاب مصنوعة من الزجاج وفيها إطارات شاقولية مُقسِّمة للنوافذ، مصنوعة [الإطارات] من التراكوتا المصقولة البيضاء. تَبرُز الإطارات من النوافذ لتشكل ظلالًا. النوافذ قابلة للفتح وهناك منافذ تهوية بينهم وبين التراكوتا. تتوضع أجنحة من الألمنيوم بجانب منافذ التهوية لحمايتهم من الرياح. يوجد مصابيح إل إي دي مركبة ضمن الأجنحة لإضاءة التراكوتا في الليل. تجعل إطارات التراكوتا المظهر الخارجي للمبنى أكثر إضاءة. لم يكن ممكنًا خلق سطوعٍ للمبنى من خلال استخدام زجاج أشد إضاءة، إذ أن الأكواد البيئية المحلية لا تسمح بوجود زجاج عاكس أكثر من ذلك. كان يمكن لألواح معدنية معيارية أن تشكل هذا التأثير أيضًا، لكن المعماري فورث بايغلي، الذي ترأس التصميم، قال في مقابلة له مع سي إن إن أنهم اختاروا التراكوتا عن قصد «لإدخالها في الصناعة المعمارية والمحلية، التي كانت تخص غوانزو كمدينة». قال عن التصميم أيضًا أن ناطحة السحاب لم تتميز عن الأبراج المحيطة «بحكم ارتفاعها فحسب [...]، لكن أيضًا بحكم بساطتها».
يُعتبر شكل مركز غوانزو المالي مُميزًا باستخدامه المختلط: تتطلب الاستخدامات المختلفة أحجامًا مختلفة للطوابق وصُمم البناء لتلبية هذه المتطلبات. أي، تملك ناطحة السحاب أجزاء راجعة في النقاط التي يتغير فيها الاستخدام: يتوضع الجزء الراجع بين المكاتب والشقق وبين الشقق والفندق وبين الفندق وقمة المبنى. تميل الأجزاء الراجعة بزاوية معينة وتملك دريئة مع شرفات مفتوحة للسماء. قمة المبنى مائلة أيضًا، لكنها لا تملك شرفة مفتوحة. تتجه زاوية كل رديئة مائلة إلى قمة عدد من الأبنية المرتفعة المجاورة. يُعطي المبنى شكلًا مختلفًا من كل زاوية بسبب الأجزاء الراجعة.
استُخدمت تقنيات مختلفة لجعل المركز صديق للبيئة أكثر. على سبيل المثال، يملك آلات تبريد موفرة للطاقة ويوجد على سطح البوديوم صفائح شمسية. يملك أيضًا نظام استرداد للحرارة الناتجة عن المُبرّدات. تلقى جزء المكاتب والمحلات التجارية شهادة ليد (الريادة في تصميمات الطاقة والبيئة) الذهبية عام 2018 بعد أن حصلوا على شهادة إثبات أهلية مسبقة عام 2013.